# Первокрасне
Первокра́сне (рос. Первокрасное) — село у складі Сорочинського міського округу Оренбурзької області, Росія.

## Населення
Населення — 509 осіб (2010; 592 у 2002).
Національний склад (станом на 2002 рік):
- росіяни — 95 %